# Agonum rubripes
Agonum rubripes är en skalbaggsart som beskrevs av Leconte 1868. Agonum rubripes ingår i släktet Agonum och familjen jordlöpare. Inga underarter finns listade i Catalogue of Life.